# Pia (Pyrénées-Orientales)
 For alternative betydninger, se Pia. (Se også artikler, som begynder med Pia)
Pia (på Catalansk: Pià) er en by og kommune i departementet Pyrénées-Orientales i Sydfrankrig.
Byen er en gammel landbrugsby, som siden 1970'erne er vokset kraftigt på grund af dens nærhed til Perpignan.
Pia er mest kendt for sit rugby league hold, som blev nationale mestre i 2013.

## Geografi
Pia ligger på Roussillon-sletten kun 6 km nordøst for Perpignan centrum. Andre nabobyer er mod sydøst Bompas (2 km), mod nordvest Rivesaltes (5 km) og mod nordøst Claira (5 km).
Floden Agly danner kommunegrænsen mod nord til Rivesaltes og Claira.

## Historie
Byen nævnes første gang i 901 under navnet Villa Appiano. I det 14. århundrede kaldes byen Apià og først i det 17. århundrede bruges det nuværende navn Pià. Navnet Villa Appiano tyder på, at byen er vokset op omkring en romersk villa.
Kirken Saint-Cyr nævnes første gang i 991, som hørende til biskoppen i Elne. Den er blevet ombygget og genopbygget flere gange, sidste gang i 1879.

## Demografi

### Udvikling i folketal
| 1962                                                              | 1968  | 1975  | 1982  | 1990  | 1999  | 2006  | 2012  | 2017  |
| ----------------------------------------------------------------- | ----- | ----- | ----- | ----- | ----- | ----- | ----- | ----- |
| 1.937                                                             | 2.147 | 2.503 | 3.226 | 4.105 | 5.120 | 6.882 | 7.955 | 9.035 |
| Tal fra og med 1962 er uden dobbelttælling (sans doubles comptes) |       |       |       |       |       |       |       |       |

## Sport
Rugby league-klubben Salanque Méditerranée Pia XIII har vundet det nationale mesterskab i 1995, 2006, 2007 og 2013. Klubben spiller sine hjemmekampe på Stade Daniel-Ambert med plads til 4.500 tilskuere.